# Elisabeth Radó
Elisabeth Radó (* 29. Oktober 1899 in Mostar; † 3. April 1986 in Wien) war eine österreichische Opernsängerin und Gesangspädagogin.

## Leben
Radó stammte aus dem früheren Jugoslawien, das zum Zeitpunkt ihrer Geburt zur Doppelmonarchie Österreich-Ungarn gehörte. Ersten Gesangsunterricht erhielt sie von ihrer Adoptivmutter, Maria Radó. Anfang der 1920er Jahre ging sie nach Wien, wo sie als Opern- und Konzertsängerin tätig war. Ab Anfang der 1930er Jahre war sie in Wien schwerpunktmäßig als Gesangslehrerin, Gesangspädagogin und Stimmbildnerin tätig. Gelegentlich trat sie noch bei Konzerten auf, gab ihre Gesangskarriere jedoch zugunsten der Gesangspädagogik weitgehend auf.
Von 1950 bis 1966 unterrichtete Radó Gesang an der Hochschule für Musik und darstellende Kunst in Wien. Radó galt in Wien als „legendäre Gesangspädagogin“. Zu ihren Schülern gehörten unter anderem die Opernsänger Fritz Uhl, Waldemar Kmentt, Eberhard Waechter, Heinz Holecek, Dorit Hanak, Herbert Prikopa, Lilian Benningsen, Kieth Engen, sowie der Tenor Werner Krenn, die Mezzosopranistin Gertrude Jahn und die dramatische Sopranistin Elsa Kastela-Kreihsl. Auch Schauspieler waren ihre Schüler, unter anderem Michael Heltau.
Radó lebte in Wien im 4. Gemeindebezirk Wieden, gemeinsam in einem Wohnhaus mit dem späteren Operntenor Waldemar Kmentt, der zu ihren Schülern gehörte.